# Kuhbach (Kleine Aue)
Der Kuhbach bei Sulingen fließt im niedersächsischen Landkreis Diepholz und gehört zum Flusssystem der Weser. Er ist 17,36 km lang und hat ein Einzugsgebiet von 58,5 km².
Er entspringt südlich des Twistringer Stadtteils Scharrendorf auf 52 m NHN, fließt zunächst nordwärts in den Ort hinein und dann ostwärts ins Alte Moor. 2,37 km nach seinem Ursprung mündet er dort rechtwinklig in einen Graben, in dem er nach Süden weiterfließt, aber in Form einer Bifurkation nach Norden die Rote Riede (GKZ 4928112) abgibt, die nach 2,24 km in die Delme mündet, 1,84 km unterhalb ihrer Quelle. Der Kuhbach selber knickt also nach Süden ab und fließt, die Richtung beibehaltend, durch Ehrenburg. Bei Rathlosen wendet er sich nach Südosten und mündet westlich des Stadtkerns von Sulingen in die Kleine Aue.

## Belege
1. 1 2 3 4 5  Umweltkarten Niedersachsen mit Gewässernetz und Einzugsgebieten. Niedersächsisches Ministerium für Umwelt, Energie und Klimaschutz, abgerufen am 2. März 2024 (Kartenausschnitt mit Oberläufen von Kuhbach und Delme, verbunden durch die Rote Riede).